# Haematopota
Haematopota är ett släkte av tvåvingar. Haematopota ingår i familjen bromsar.

## Bildgalleri

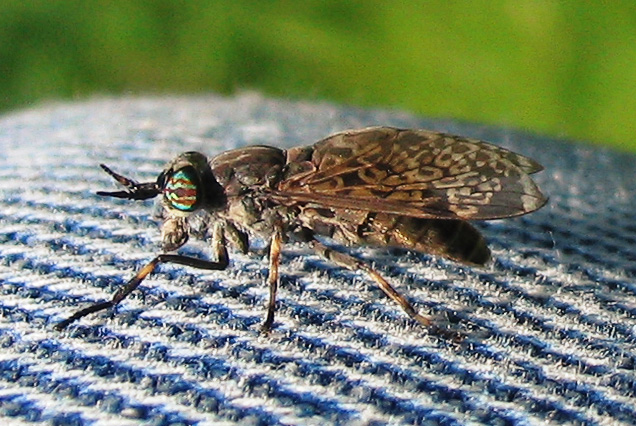

## Dottertaxa tillHaematopota, i alfabetisk ordning[1][2]
- Haematopota abacis
- Haematopota abatrata
- Haematopota abbreviata
- Haematopota aberdarensis
- Haematopota abyssinica
- Haematopota achlys
- Haematopota adami
- Haematopota adusta
- Haematopota albalinea
- Haematopota albicapilla
- Haematopota albihalter
- Haematopota albihirta
- Haematopota albimanica
- Haematopota albimedia
- Haematopota albiocrea
- Haematopota albofasciatipennis
- Haematopota algira
- Haematopota aliena
- Haematopota alluaudi
- Haematopota alticola
- Haematopota altimontana
- Haematopota alyta
- Haematopota amala
- Haematopota americana
- Haematopota amicoi
- Haematopota ampla
- Haematopota angolensis
- Haematopota angustifrons
- Haematopota angustisegmentata
- Haematopota annandalei
- Haematopota annulipes
- Haematopota anomala
- Haematopota antennata
- Haematopota aquilina
- Haematopota areei
- Haematopota argentipes
- Haematopota arioi
- Haematopota arrabidaensis
- Haematopota assamensis
- Haematopota athlyna
- Haematopota atomaria
- Haematopota atrata
- Haematopota atriventer
- Haematopota atropathenica
- Haematopota aurescens
- Haematopota avida
- Haematopota ayresi
- Haematopota bactriana
- Haematopota badia
- Haematopota bantuana
- Haematopota barombi
- Haematopota barri
- Haematopota barrosi
- Haematopota bashanensis
- Haematopota bealesi
- Haematopota bedfordi
- Haematopota benoisti
- Haematopota bequaerti
- Haematopota beringeri
- Haematopota bicolor
- Haematopota bigoti
- Haematopota biguttata
- Haematopota biharensis
- Haematopota bilineata
- Haematopota biorbis
- Haematopota bipunctata
- Haematopota biroi
- Haematopota bistrigata
- Haematopota bizonata
- Haematopota borneana
- Haematopota bowdeni
- Haematopota brevicornis
- Haematopota brevis
- Haematopota brucei
- Haematopota brulli
- Haematopota brunnescens
- Haematopota brunnicornis
- Haematopota brunnipennis
- Haematopota brunnipes
- Haematopota brutsaerti
- Haematopota bullatifrons
- Haematopota burgeri
- Haematopota burmanica
- Haematopota burtoni
- Haematopota burtti
- Haematopota caenofrons
- Haematopota camicasi
- Haematopota cana
- Haematopota canapicalis
- Haematopota casca
- Haematopota caseiroi
- Haematopota caspica
- Haematopota castaneiventer
- Haematopota castroi
- Haematopota champlaini
- Haematopota chekiangensis
- Haematopota chengyongi
- Haematopota chinensis
- Haematopota chongoroiensis
- Haematopota chvalai
- Haematopota ciliatipes
- Haematopota cilipes
- Haematopota cingalensis
- Haematopota cingulata
- Haematopota circina
- Haematopota circumscripta
- Haematopota clarkana
- Haematopota claudinae
- Haematopota coalescens
- Haematopota cognata
- Haematopota comodoliacis
- Haematopota completa
- Haematopota concurrens
- Haematopota coninckae
- Haematopota contracta
- Haematopota coolsi
- Haematopota copemanii
- Haematopota cordigera
- Haematopota coronata
- Haematopota corrigata
- Haematopota corsoni
- Haematopota crassicornis
- Haematopota crassicrus
- Haematopota crassitibia
- Haematopota crewei
- Haematopota cristata
- Haematopota crossi
- Haematopota crudelis
- Haematopota cruneta
- Haematopota csikii
- Haematopota cynthiae
- Haematopota darjeelingensis
- Haematopota daveyi
- Haematopota decora
- Haematopota degenensis
- Haematopota delicta
- Haematopota delozi
- Haematopota demeilloni
- Haematopota demellonis
- Haematopota denshamii
- Haematopota desertorum
- Haematopota dissimilis
- Haematopota distincta
- Haematopota divisapex
- Haematopota dolondoloensis
- Haematopota dubiosa
- Haematopota dukei
- Haematopota duplicata
- Haematopota duttoni
- Haematopota echma
- Haematopota edax
- Haematopota elegans
- Haematopota elephantina
- Haematopota enriquei
- Haematopota ensifer
- Haematopota epoptica
- Haematopota equina
- Haematopota equitibiata
- Haematopota erythromera
- Haematopota eugeniae
- Haematopota evanescens
- Haematopota excipula
- Haematopota exiguicornuta
- Haematopota faini
- Haematopota fairchildi
- Haematopota famicis
- Haematopota fariai
- Haematopota fasciata
- Haematopota fasciatapex
- Haematopota fenestralis
- Haematopota ferruginea
- Haematopota festiva
- Haematopota fiadeiroi
- Haematopota flavicornis
- Haematopota flavipuncta
- Haematopota fletcheri
- Haematopota fonsecai
- Haematopota fontesi
- Haematopota formosana
- Haematopota fradei
- Haematopota fraterna
- Haematopota fukienensis
- Haematopota fulva
- Haematopota fulvipes
- Haematopota fumgiata
- Haematopota fumigata
- Haematopota furians
- Haematopota furtiva
- Haematopota furva
- Haematopota fusca
- Haematopota fuscicornis
- Haematopota fuscolimbata
- Haematopota fuscomarginata
- Haematopota gabuensis
- Haematopota gallica
- Haematopota gallii
- Haematopota gamae
- Haematopota germaini
- Haematopota giganticornuta
- Haematopota glenni
- Haematopota gobindai
- Haematopota gracai
- Haematopota gracilicornis
- Haematopota gracilis
- Haematopota graeca
- Haematopota grahami
- Haematopota grandis
- Haematopota grandvauxi
- Haematopota gregoryi
- Haematopota greniere
- Haematopota gresitti
- Haematopota gressitti
- Haematopota griseicoxa
- Haematopota guacangshanensis
- Haematopota guangxiensis
- Haematopota guineensis
- Haematopota hainani
- Haematopota hakusanensis
- Haematopota hanzhogensis
- Haematopota hardyi
- Haematopota harpax
- Haematopota hastata
- Haematopota hedini
- Haematopota helviventer
- Haematopota hennauxi
- Haematopota heptagramma
- Haematopota hieroglyphica
- Haematopota hikosanensis
- Haematopota hindostani
- Haematopota hirsuta
- Haematopota hirsuticornis
- Haematopota hirsutitarsus
- Haematopota hirta
- Haematopota holtmanni
- Haematopota horrida
- Haematopota hostilis
- Haematopota howarthi
- Haematopota imbrium
- Haematopota immaculata
- Haematopota inconspicua
- Haematopota incrassicornis
- Haematopota indiana
- Haematopota infernalis
- Haematopota inflaticornis
- Haematopota ingluviosa
- Haematopota innominata
- Haematopota inornata
- Haematopota insidiatrix
- Haematopota intermedia
- Haematopota intrincata
- Haematopota irregularis
- Haematopota irritans
- Haematopota irrorata
- Haematopota irroratus
- Haematopota italica
- Haematopota jacobsoni
- Haematopota javana
- Haematopota jellisoni
- Haematopota jianzhongi
- Haematopota jiri
- Haematopota kansuensis
- Haematopota kashmirensis
- Haematopota katangaensis
- Haematopota kaulbacki
- Haematopota kemali
- Haematopota keralaensis
- Haematopota kerri
- Haematopota kivuensis
- Haematopota knekidis
- Haematopota koryoensis
- Haematopota kouzuensis
- Haematopota krombeini
- Haematopota lacessens
- Haematopota lambi
- Haematopota lamborni
- Haematopota lamottei
- Haematopota lancangjiangensis
- Haematopota lasiops
- Haematopota latebricola
- Haematopota lathami
- Haematopota latifascia
- Haematopota laverani
- Haematopota leclercqui
- Haematopota lepointei
- Haematopota lewisi
- Haematopota libera
- Haematopota limai
- Haematopota limbata
- Haematopota linaresae
- Haematopota lineata
- Haematopota lineola
- Haematopota lineota
- Haematopota litoralis
- Haematopota lobatoi
- Haematopota longa
- Haematopota longeantennata
- Haematopota longipennis
- Haematopota lukiangensis
- Haematopota lunai
- Haematopota lunulata
- Haematopota machadoi
- Haematopota maculata
- Haematopota maculiplena
- Haematopota maculosifacies
- Haematopota magnifica
- Haematopota malabarica
- Haematopota malacrizi
- Haematopota malayensis
- Haematopota malefica
- Haematopota mangkamensis
- Haematopota marakuetana
- Haematopota marceli
- Haematopota marginata
- Haematopota marthae
- Haematopota masseyi
- Haematopota matherani
- Haematopota matosi
- Haematopota megaera
- Haematopota melloi
- Haematopota mendesi
- Haematopota mendossaorum
- Haematopota mengdingensis
- Haematopota menglaensis
- Haematopota mephista
- Haematopota meteorica
- Haematopota microcera
- Haematopota mingqingi
- Haematopota minuscula
- Haematopota minuscularia
- Haematopota mlanjensis
- Haematopota mokanshanensis
- Haematopota molesta
- Haematopota montana
- Haematopota monteiroi
- Haematopota monticola
- Haematopota montisdraconis
- Haematopota mordax
- Haematopota mordens
- Haematopota moreli
- Haematopota mouchai
- Haematopota mouzinhoi
- Haematopota mukteswarensis
- Haematopota nagashimai
- Haematopota nasuensis
- Haematopota nathani
- Haematopota neavei
- Haematopota nefanda
- Haematopota nefandoides
- Haematopota nepalensis
- Haematopota newtoni
- Haematopota nigriantenna
- Haematopota nigricans
- Haematopota nigricolor
- Haematopota nigrifrons
- Haematopota nigripennis
- Haematopota nigrita
- Haematopota nigrocinerea
- Haematopota nigrofusca
- Haematopota nitidifacies
- Haematopota nobilis
- Haematopota nobrei
- Haematopota nocens
- Haematopota nociva
- Haematopota noxialis
- Haematopota nubilis
- Haematopota obscura
- Haematopota obsoleta
- Haematopota occidentalis
- Haematopota ocellata
- Haematopota ocelligera
- Haematopota ochracea
- Haematopota okui
- Haematopota oldroydi
- Haematopota olsufjevi
- Haematopota oporina
- Haematopota orba
- Haematopota ovazzai
- Haematopota pachycera
- Haematopota paisanai
- Haematopota palancaensis
- Haematopota pallens
- Haematopota pallida
- Haematopota pallidimarginata
- Haematopota pallidipennis
- Haematopota pallidula
- Haematopota paratruncata
- Haematopota pardalina
- Haematopota partifascia
- Haematopota passosi
- Haematopota patellicornis
- Haematopota pattoni
- Haematopota paucipunctata
- Haematopota paulettae
- Haematopota pavlovskii
- Haematopota pearsoni
- Haematopota pechumani
- Haematopota pekingensis
- Haematopota pellucida
- Haematopota pendleburyi
- Haematopota pereirai
- Haematopota perplexa
- Haematopota personata
- Haematopota personta
- Haematopota pertinens
- Haematopota perturbans
- Haematopota peusi
- Haematopota philipi
- Haematopota picea
- Haematopota picta
- Haematopota pilosifemura
- Haematopota pinguicornis
- Haematopota piresi
- Haematopota pisinna
- Haematopota pluvialis
- Haematopota pollinantenna
- Haematopota pottsi
- Haematopota pratasi
- Haematopota procyon
- Haematopota prolixa
- Haematopota przewalskii
- Haematopota pseudolusitanica
- Haematopota pseudomachadoi
- Haematopota pulchella
- Haematopota punctifera
- Haematopota punctulata
- Haematopota pungens
- Haematopota pygmaea
- Haematopota qilianshanensis
- Haematopota qionghaiensis
- Haematopota quadrifenestrata
- Haematopota quartaui
- Haematopota quathlambia
- Haematopota qui
- Haematopota rabida
- Haematopota rafaeli
- Haematopota rara
- Haematopota recurrens
- Haematopota remota
- Haematopota restricta
- Haematopota ribeirorum
- Haematopota rohtakensis
- Haematopota roralis
- Haematopota rotundata
- Haematopota rubens
- Haematopota rubida
- Haematopota rubidicornis
- Haematopota rufipennis
- Haematopota rufula
- Haematopota ruwenzorii
- Haematopota sabiensis
- Haematopota saccae
- Haematopota saegeri
- Haematopota salomae
- Haematopota sanguinaria
- Haematopota saravanensis
- Haematopota sauli
- Haematopota scanloni
- Haematopota schmidi
- Haematopota schoutedeni
- Haematopota scutellaris
- Haematopota scutellata
- Haematopota semiclara
- Haematopota serranoi
- Haematopota sewelli
- Haematopota seydeli
- Haematopota shinonagai
- Haematopota sica
- Haematopota sidamensis
- Haematopota sikkimensis
- Haematopota silvai
- Haematopota similis
- Haematopota sinensis
- Haematopota sineroides
- Haematopota singarensis
- Haematopota singularis
- Haematopota sobrina
- Haematopota sofalensis
- Haematopota sparsa
- Haematopota spectabilis
- Haematopota spenceri
- Haematopota sphaerocallus
- Haematopota splendens
- Haematopota stackelbergi
- Haematopota stimulans
- Haematopota stonei
- Haematopota striata
- Haematopota subcylindrica
- Haematopota subirrorata
- Haematopota subpicea
- Haematopota subturkstanica
- Haematopota sumelae
- Haematopota surugaensis
- Haematopota tabanula
- Haematopota taciturna
- Haematopota takensis
- Haematopota tamerlani
- Haematopota taunggyiensis
- Haematopota tchivinguiroensis
- Haematopota teixeirai
- Haematopota tenasserimi
- Haematopota tendeiroi
- Haematopota tenuicrus
- Haematopota tenuis
- Haematopota tessellata
- Haematopota theobaldi
- Haematopota thurmanorum
- Haematopota tiomanensis
- Haematopota tonkiniana
- Haematopota torquens
- Haematopota torrevillasi
- Haematopota tosta
- Haematopota touratieri
- Haematopota toyamensis
- Haematopota transiens
- Haematopota travassosdiasi
- Haematopota triatipennis
- Haematopota tuberculata
- Haematopota tumidicornis
- Haematopota turkestanica
- Haematopota ugandae
- Haematopota unicolor
- Haematopota u-nigrum
- Haematopota unizonata
- Haematopota ustulata
- Haematopota valadonis
- Haematopota varifrons
- Haematopota vassali
- Haematopota veigasimonis
- Haematopota vexans
- Haematopota vexativa
- Haematopota whartoni
- Haematopota vicentei
- Haematopota vicina
- Haematopota vieirai
- Haematopota vilhenai
- Haematopota willistoni
- Haematopota vimoli
- Haematopota virgatipennis
- Haematopota vittata
- Haematopota wittei
- Haematopota volneri
- Haematopota vulcan
- Haematopota vulnerans
- Haematopota vulnifica
- Haematopota wuzhishanensis
- Haematopota yanggangi
- Haematopota yongpingi
- Haematopota yuannoides
- Haematopota yungani
- Haematopota yunnanensis
- Haematopota yunnanoides
- Haematopota zambeziaca
- Haematopota zengjiani
- Haematopota zombaensis
- Haematopota zophera
- Haematopota zuluensis